# Encyclia kingsii
Encyclia kingsii là một loài thực vật có hoa trong họ Lan. Loài này được (C.D.Adams) Nir mô tả khoa học đầu tiên năm 1994.